# Festival du cinéma espagnol de Malaga
Le Festival de Malaga, officiellement Festival du cinéma espagnol de Malaga (en espagnol, Festival de Málaga de Cine Español, FMCE), est un festival de cinéma créé en 1998 et organisé chaque année à Malaga, en Espagne.
Pendant le festival, sont projetés les films espagnols les plus importants de l'année. Des prix récompensent les meilleurs films et des distinctions honorifiques sont également données. Le prix le plus important est le Biznaga d'or.

## Prix

### Biznaga d'or du meilleur film espagnol

#### Années 1990
- 1998 : Ma première nuit de Miguel Albaladejo
- 1999 : Las huellas borradas d'Enrique Gabriel

#### Années 2000
- 2000 : Sexo por compasión de Laura Mañá
- 2001 : Sin vergüenza de Joaquín Oristrell
- 2002 : El otro lado de la cama (Un lit pour quatre) d'Emilio Martínez-Lázaro
- 2003 : Torremolinos 73 de Pablo Berger
- 2004 : Héctor de Gracia Querejeta
- 2005 : Tapas de José Corbacho et Juan Cruz
- 2006 : Los aires difíciles de Gerardo Herrero
- 2007 : Bajo las estrellas de Félix Viscarret
- 2008 : Tres días de Francisco Javier Gutiérrez
- 2009 : La vergüenza de David Planell

#### Années 2010
- 2010 : Rabia de Sebastián Cordero
- 2011 : Cinco metros cuadrados de Max Lemcke
- 2012 : Els nens salvatges de Patricia Ferreira
- 2013 : 15 años y un día de Gracia Querejeta
- 2014 : 10.000 km de Carlos Marqués-Marcet
- 2015 : A cambio de nada de Daniel Guzmán
- 2016 : Callback de Carles Torras
- 2017 : Été 93 de Carla Simón
- 2018 : Las distancias d'Elena Trapé
- 2019 : Els dies que vindran de Carlos Marqués-Marcet

#### Années 2020
- 2020 : Las niñas de Pilar Palomero
- 2021 : El ventre del mar (El vientre del mar) d'Agustí Villaronga
- 2022 : Cinco lobitos de Alauda Ruiz de Azúa

### Prix de la critique
- 2010 : La vida empieza hoy de Laura Mañá

### Sources
- (es) Cet article est partiellement ou en totalité issu de l’article de Wikipédia en espagnol intitulé « Festival de Málaga de Cine Español » (voir la liste des auteurs).